# Græsrodsbevægelse
En græsrodsbevægelse er en gruppe af mennesker, der arbejder sammen, som søger at påvirke samfundet i en bestemt retning. Deltagelse i gruppen er frivillig. Aktiviteterne foregår oftest i deltagernes fritid. Medlemmernes aktivitet og engagement er de ressourcer, som driver græsrodsbevægelserne.
Eksempler på græsrodsbevægelser er NOAH og OOA.